# سيسنا سايتايشن 1
سيسنا سايتايشن 1 (طراز 500) طائرة بنتها شركة سيسنا في مدينة ويتشيتا وهي من طائراترجال الأعمال الصغيرة وتعمل بمحرك مروحي. وهي أول طائرات سلسة سايتايشن.

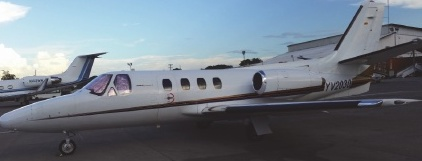
سيسنا 500 استشهاد المشاركة في Narcosobrinos الحادث

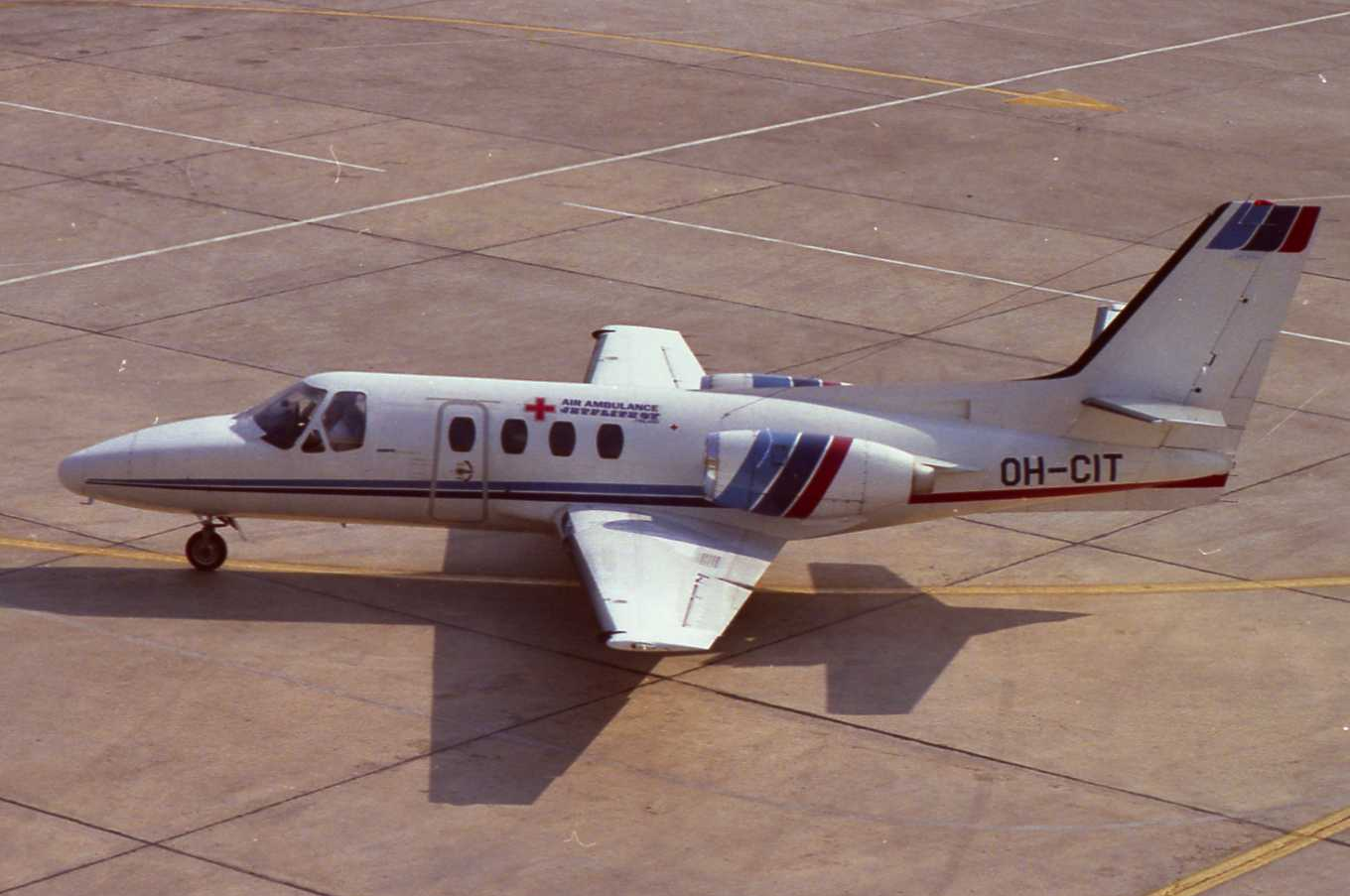
منظر فوقي لطائرة سايتايشن 1 على أرض المطار

## المشغلون
- فلاي دايركت النرويجية.
- سلاح الجو الوطني الأنغولي[3][4][5]

- الجيش الأرجنتيني
- سلاح جو جيش التحرير الشعبي الصيني
- البحرية لإكوادورية
- سلاح الجو المكسيكي[بحاجة لمصدر]
- سلاح الجو الفنزويلي